# Pristimantis phalaroinguinis
Espèce
Synonymes
- Eleutherodactylus phalaroinguinis Duellman & Lehr, 2007

Statut de conservation UICN

 DD  : Données insuffisantes
Pristimantis phalaroinguinis est une espèce d'amphibiens de la famille des Craugastoridae.

## Répartition
Cette espèce est endémique de la région de Cajamarca au Pérou. Elle se rencontre de 1 800 à 2 600 m d'altitude sur le versant Ouest de la cordillère Occidentale.

## Publication originale
- Duellman & Lehr, 2007 : Frogs of the genus Eleutherodactylus (Leptodactylidae) in the Cordillera Occidental in Peru with descriptions of three new species. Scientific Papers, Natural History Museum, University of Kansas, no 39, p. 1-13.